# Skole (by i Ukraine)
Skole (ukrainsk: Ско́ле) er en by i Stryj rajon, Lviv oblast (region) i Ukraine. Den er hjemsted for administrationen af Skole urban hromada, en af hromadaerne i Ukraine.
I 2021 havde byen 6.104 indbyggere.

## Historie
Den første officielle dato for Skole blev registreret i 1397. En meget vigtig rute fra Kyiv til Ungarn gik gennem byen, der ofte var omstridt af andre nationer. Da Skole-området var under polsk herredømme, fordelte den polske konge landet blandt den polske adel. Da tyske kolonister, især håndværkere, der bosatte sig i Skole-området, fremmede udviklingen af dets økonomi. En stor indflydelse på regionens økonomi og kulturelle udvikling havde baron Groedl og hans familie. I Skole blev der brugt mønter af baron Groedl. De blev præget i Vien, en møntanstalt, som fortsat var i brug indtil 1930.
Skole fik sine Magdeburgrettigheder i 1397 ved et dekret fra kong Wladyslaw Jagiello.

## Galleri
- Kirken og klokketårnet i kirken Sankt Paraskeva
- Trækirken Sankt Paraskeva fra det 17. århundrede
- Kors ved Sankt Paraskeva
- Groedelfamiliens palads i Skole
- Centrum i Skole
- Vilaer i Skole
- Skole ligger i de Ukrainske Karpater